# David Manson
David Manson (* 1956) ist ein US-amerikanischer Posaunist, Komponist und Improvisationsmusiker, der in Saint Petersburg/Florida lebt.

## Karriere
Manson erwarb einen Doktorgrad am Cincinnati College-Conservatory of Music. 1982 erhielt er den zweiten Preis bei der Fischoff National Chamber Music Competition. Er war dann Musiker beim Florida West Coast Symphony Orchestra  und dem Memphis Symphony Orchestra und unterrichtete von 1983 bis 1989 an der Indiana State University.
Nach seiner Rückkehr nach Florida wirkte er als Komponist und Solist u. a. beim BONK New Music Festival, dem Subtropics New Music Festival, der Society of Composers und der Society for electro-acustic music in the United States (SEAMUS) und arbeitete mit Musikern wie Cecil Taylor, Sam Rivers, Eugene Chadbourne und Davey Williams zusammen.
Von 1995 bis 2003 war Manson im Vorstand des Pinellas County Arts Council und Direktor des Tampa Bay Composers' Forum. Er arbeitete mit Cecil Taylor am Atlantic Center for the Arts, war Artist in Residence beim Sound Arts Workshop in Miami und leitete die EMIT series für experimentelle Musik am Dalí Museum in St. Petersburg, Florida. Zweimal erhielt er ein Kompositionsstipendium des Florida Arts Council (1995 und 2005).
Im Rahmen der EMIT series und des Composers Forum gab Manson mehr als 200 Konzerte mit zeitgenössischer Musik, u. a. von Josep Ott, Eric Lyon, Gustavo Matamoros, Paul Reller und Rob Constable.

## Diskographie
- Particle Zoo, 1999
- Fluid Motion, 2002
- Visions, 2002
- Beast, 2004
- Infinita Bossa, 2008

## Werke
- Voices in the Hall, Klanginstallation am Arts Center von  St. Petersburg, 1998
- Nataraja, Auftragskomposition für The Glass Orchestra of Toronto, 1998
- From a New Distance für Jazzensemble, 1998
- Melange, elektronische Komposition, 1999
- Luma, eine Jahrtausend-Fanfare für das Florida Orchestra, 1999
- My Father's Footsteps für das Moving Current Dance Collective, 1999
- Painting Stars, multimediale Präsentation, 2000
- My Pain, elektronische Musik, 2000
- Velocity, elektronische Musik, 2000
- Re-Flecked, Musik für das Moving Current Dance Collective, 2002
- Strata, interaktive Musik für das Moving Current Dance Collective, 2002
- No Haiku, für Schlagzeug und Elektronik, 2002
- Streams II für Flöte und Computer, 2003
- Labyrinth für Posaunenquartett, 2003
- Dagari für Jazzquintett, 2004

| Personendaten    | Personendaten                                                    |
| ---------------- | ---------------------------------------------------------------- |
| NAME             | Manson, David                                                    |
| KURZBESCHREIBUNG | US-amerikanischer Posaunist, Komponist und Improvisationsmusiker |
| GEBURTSDATUM     | 1956                                                             |